# Hydroxocobalamin
Hydroxocobalamin, còn được biết đến là vitamin B12a và hydroxycobalamin, là một loại vitamin được tìm thấy trong thực phẩm và được sử dụng như một chế độ dinh dưỡng bổ sung. Là một chất bổ sung thuốc được sử dụng để điều trị thiếu vitamin B12 bao gồm thiếu máu ác tính. Các công dụng khác bao gồm điều trị ngộ độc cyanide, bệnh Leber và giảm thị lực nhiễm độc. Thuốc được truyền vào cơ thể bằng đường tiêm vào cơ hoặc tĩnh mạch.
Tác dụng phụ thường ít, gồm tiêu chảy, kali máu thấp, phản ứng dị ứng và tăng huyết áp. Liều bình thường an toàn trong thai kỳ. Hydroxocobalamin là dạng tự nhiên của vitamin B12 và là thành viên của họ hợp chất cobalamin. Hydroxocobalamin, hoặc một dạng vitamin B12 khác, cần thiết cho cơ thể sản xuất DNA. Thực phẩm chứa vitamin B12 gồm có thịt, trứng và các sản phẩm từ sữa.
Hydroxocobalamin lần đầu tiên được phân lập vào năm 1949.. Thuốc nằm trong Danh sách các thuốc thiết yếu của WHO, các loại thuốc hiệu quả và an toàn nhất cần thiết trong một hệ thống y tế. Hydroxocobalamin có sẵn dưới dạng thuốc gốc (thuốc hoạt chất). Chi phí bán buôn ở các nước đang phát triển là khoảng US $ 0,12 đến US $ 0,84 cho mỗi liều. Tại Hoa Kỳ, chi phí này khoảng US $ 0,84. Trong thương mại, thuốc được chế tạo từ một trong nhiều loài vi khuẩn khác nhau.